# 6195 Nukariya
6195 Nukariya eller 1990 VL2 är en asteroid i huvudbältet som upptäcktes den 13 november 1990 av de båda japanska astronomerna Kazuro Watanabe och Kin Endate vid Kitami-observatoriet. Den är uppkallad efter den japanske astronomen Motoi Nukariya.